# Jānis Vagris
Jānis Vagris (Naudīte Parish, 17 de octubre de 1930-Riga, 6 de enero de 2023) fue un político letón y soviético.

## Biografía
Vagris nació en 1930, en Naudīte. Egresado de la Facultad de Mecánica de la Universidad de Letonia en 1955, y de la Escuela Superior del Partido del Comité Central del PCUS. Después, trabajó durante tres años en la Fábrica de Ingeniería Mecánica de Jelgava como ingeniero-tecnólogo senior y jefe de la oficina de herramientas y equipos. Fue vicepresidente del Comité Ejecutivo de la ciudad de Jelgava durante tres años. En 1958 ingresó al PCUS. Desde 1966 hasta 1973 ocupó los cargos de primer y segundo secretarios del comité de la ciudad de Liepāja. En 1973, ingresó al Comité Central del Partido Comunista de la RSS de Letonia.
En 1978, Janis Vagris fue nombrado como Primer Secretario del Comité de la Ciudad de Riga. El 20 de agosto de 1985 se convirtió en el presidente del Presídium del Sóviet Supremo de la República Socialista Soviética de Letonia. El 4 de octubre de 1988, fue ascendido al puesto de Primer Secretario del Partido Comunista de la RSS de Letonia. Tres días después, antes Frente Popular Letón, durante el Primer Congreso, habló en el manifiesto del pueblo Escenario de Mezaparks, diciendo que "el pueblo letón no ha hecho nada". En 1989, fue elegido diputado al Consejo de los Diputados del Pueblo de la Unión Soviética. El 7 de abril de 1990, fue reemplazado como Primer Secretario del Partido Comunista de la RSS de Letonia por Alfred Rubik. En evaluaciones posteriores, el papel de Vagra durante el Despertar fue evaluado ambiguamente.
En 2010, Vagris recibió la Orden de las Tres Estrellas de 4ª clase. También fue galardonado con la Orden de la Revolución de Octubre y dos Órdenes de la Bandera Roja del Trabajo. Además, ha recibido el título honorífico de Trabajador Industrial Meritorio de la República Socialista Soviética de Letonia.